# Lijst van afleveringen van Charmed (seizoen 2)
Hieronder staat een overzicht en een korte beschrijving van de afleveringen van seizoen 2 van Charmed.
| Witch Trial | 30 september 1999 | 23 | 2.01 |
| Op de eerste verjaardag van het heks worden bij de gezusters Halliwell steelt de demon Abraxas het "Boek der Schaduwen" en brengt het naar een andere dimensie. De demon begint al de spreuken die de Halliwells gebruikt hebben in hun eerste jaar als heksen om te keren. Dit veroorzaakt dat er verschillende al vernietigde demonen terugkeren. Prues schuldgevoel over de dood van Andy zorgt ervoor dat ze niet bereid is om de krachten van de Halliwells te redden.           |                   |    |      |
| Morality Bites | 7 oktober 1999    | 24 | 2.02 |
| Wanneer Phoebe een visioen krijgt waarbij haar toekomstige versie op de brandstapel verbrand wordt, moeten de zussen een tiental jaren in de toekomst reizen om te achterhalen wat er gebeurd is. Ze ontdekken dat Phoebe haar krachten gebruikt heeft om iemand te doden. |                   |    |      |
| The Painted World | 14 oktober 1999   | 25 | 2.03 |
| Terwijl Prue de echtheid van een schilderij onderzoekt in Bucklands, ontdekt ze dat er een man in gevangen zit. In de veronderstelling dat het om een Onschuldige gaat, probeert Prue de man te bevrijden, maar raakt zelf opgesloten in het kunstwerk. Ondertussen maakt Phoebe gebruik van een spreuk om haar intelligentie te verhogen. |                   |    |      |
| The Devil's Music | 21 oktober 1999   | 26 | 2.04 |
| Leo lokt de manager van een rockband genaamd Dishwalla naar P3, wetende dat de man een pact heeft gesloten met een demon die hem succes en rijkdom geeft in ruil voor onschuldige zielen. |                   |    |      |
| She's a Man, Baby, a Man! | 4 november 1999   | 27 | 2.05 |
| Terwijl San Francisco gebukt gaat onder een hittegolf, ervaart Phoebe verschillende zeer levendige dromen, en blijkt ze mentaal op dezelfde golflengte te zitten als een vrouwelijke succubus. Om de succubus te lokken verandert Prue in een man. |                   |    |      |
| That Old Black Magic | 11 november 1999  | 28 | 2.06 |
| Tuatha, een kwade heks, komt vrij na meer dan 200 jaar gevangen te hebben gezeten in een grot. De Charmed Ones kunnen haar enkel verslaan met de hulp van de uitverkorene: de zevende zoon van de zevende zoon, die de kracht heeft om Tuatha's staf tegen haar te gebruiken. |                   |    |      |
| They're Everywhere | 18 november 1999  | 29 | 2.07 |
| Phoebe krijgt een visioen over een jongeman die achtervolgd wordt door twee warlocks. Deze warlocks zijn op zoek naar de locatie van de Akashic geschriften, die alle informatie over zowel de geschiedenis als de toekomst blijken te bevatten. |                   |    |      |
| P3 H2O | 9 december 1999   | 30 | 2.08 |
| Prue is getuige van een verdrinking in het zomerkamp waar de moeder van de Charmed Ones destijds is overleden. Prue krijgt de brutale waarschuwing van een oude zonderlinge man om van het meer weg te blijven. |                   |    |      |
| Ms. Hellfire | 13 januari 2000   | 31 | 2.09 |
| Nadat Prue een huurmoordenaares heeft gedood bij een aanval in het Halliwell huis, gaat ze undercover om te weten te komen wie de huurdoder heeft ingehuurd. |                   |    |      |
| Heartbreak City | 20 januari 2000   | 32 | 2.10 |
| Cupido zoekt de Charmed Ones op om hem te helpen met het verslaan van Drazi, een haatdemon die in een poging om Cupido te doden zijn ring heeft gestolen. Maar dit blijkt moeilijker te zijn dan verwacht, daar de relaties tussen Piper en Dan en Prue en Jack ook onderhevig zijn aan de kwade magie van de haatdemon. |                   |    |      |
| Reckless Abandon | 27 januari 2000   | 33 | 2.11 |
| Een wraakzuchtige geest doodt alle mannelijke leden van een zeer invloedrijke familie. Phoebe brengt een achtergelaten baby mee naar huis, nadat ze een visioen had dat de geest de baby probeerde te doden. |                   |    |      |
| Awakened | 3 februari 2000   | 34 | 2.12 |
| Piper raakt besmet met een dodelijk tropisch virus. In een poging om haar leven te redden gebruiken Phoebe en Prue een Awakening spreuk, maar omdat de spreuk gebruikt is voor persoonlijke doeleinden, moeten de Charmed Ones afrekenen met de zware gevolgen die hun daad teweegbrengt. |                   |    |      |
| Animal Pragmatism | 10 februari 2000  | 35 | 2.13 |
| Drie studenten transformeren drie dieren om naar mensen. De voormalige dieren besluiten al snel dat het leven als mens veel leuker is en willen voor altijd mens blijven. Ze gaan op zoek naar Phoebe, die gedwongen wordt om de transformatie permanent te maken. |                   |    |      |
| Pardon My Past | 17 februari 2000  | 36 | 2.14 |
| Phoebe ervaart visioenen die te maken hebben met een vorig leven, waarin zij en haar zussen nichten van elkaar waren in de jaren '20. Toen was Phoebe een boosaardige heks. |                   |    |      |
| Give Me a Sign | 24 februari 2000  | 37 | 2.15 |
| De demon Litvack geeft opdracht aan een van zijn helpers om Bane Jessup te doden. Maar Bane ontsnapt, en ontvoert Prue in de hoop dat haar magische krachten hem zullen beschermen tegen de demonen. |                   |    |      |
| Murphy's Luck | 30 maart 2000     | 38 | 2.16 |
| Om het ongeluk van Maggie Murphy, de onhandigste vrouw van San Francisco, een halt toe te roepen maakt Prue gebruik van een spreuk, niet wetende dat ze de verantwoordelijke van Maggie Murphy's ongeluk, een darklighter, achter zich aan krijgt om haar te doden. |                   |    |      |
| How to Make a Quilt Out of Americans | 6 april 2000      | 39 | 2.17 |
| Een tante van de Charmed Ones roept hun hulp in met betrekking tot het plots opduiken van opgegraven lijken. Wat de Charmed Ones echter niet weten is dat de tante hun krachten wil ruilen voor eeuwige jeugd. |                   |    |      |
| Chick Flick | 20 april 2000     | 40 | 2.18 |
| Phoebe's verliefdheid op een personage uit een horrorfilm zorgt ervoor dat de zussen in aanvaring komen met de demon van illusie. Wanneer Phoebe de demon probeert te vernietigen, komt de demon erachter dat hij fictieve cellofaanpersonages uit de film naar de echte wereld kan brengen, waarop de krachten van de Charmed Ones geen enkel effect lijken te hebben. |                   |    |      |
| Ex Libris | 27 april 2000     | 41 | 2.19 |
| Wanneer een van Phoebes klasgenoten (Charlene) vermoord wordt, probeert Phoebe gerechtigheid te krijgen voor de moord op haar vriendin. Prue wordt geconfronteerd met de vader. Hij zoekt een getuige die meer weet over de moord op zijn dochter. |                   |    |      |
| Astral Monkey | 4 mei 2000        | 42 | 2.20 |
| Pipers voormalige dokter, Curtis Williamson, experimenteert met het bloed van de Charmed Ones op chimpansees. Wanneer hij zelf besmet raakt met het bloed van de zussen, ontdekt hij nu dat hij over magische gaven blijkt te bezitten. Omdat de dokter echter een gewone sterveling is, maken de krachten hem langzaam ontoerekeningsvatbaar. |                   |    |      |
| Apocalypse, Not | 11 mei 2000       | 43 | 2.21 |
| Een plotse uitbraak van geweld over heel de wereld blijkt een magische oorzaak te hebben. Door een spreuk die de zussen gebruiken in een gevecht met de vermoedelijke oorzaak van al dat geweld, zorgen ze er onbedoeld voor dat Prue en een van de vier apocalyptische ruiters (oorlog) verbannen raken naar een parallel universum. Piper en Phoebe moeten samenwerken met het kwaad om hun zuster te bevrijden, met als gevolg dat dit het einde van de wereld inhoudt.            |                   |    |      |
| Be Careful What You Witch For | 18 mei 2000       | 44 | 2.22 |
| De Charmed Ones krijgen bezoek van een flesgeest, die de opdracht heeft gekregen van een nog onbekende bron om de Charmed Ones drie wensen te geven. De zussen zijn aanvankelijk op hun hoede maar worden door de flesgeest gefopt in het uiten van hun wens. Zo transformeert Prue terug in een moeilijke tiener, kan Phoebe vliegen en veroudert Dan in een ongewoon snel tempo. Dit alles maakt de Charmed Ones heel kwetsbaar voor de Draakdemon die zijn slag probeert te slaan. |                   |    |      |